# Campeonato Brasileiro de Futebol de 1984 - Série B
A Série B do Campeonato Brasileiro de Futebol de 1984, originalmente denominado Taça CBF pela Confederação Brasileira de Futebol, foi a sétima edição da competição de futebol realizada no Brasil, equivalente à segunda divisão. Foi disputada por 32 clubes, dos quais os dois primeiros colocados tiveram acesso a Série A de 1985. O Uberlândia Esporte Clube sagrou-se campeão após vencer o Clube do Remo na decisão.

## Participantes
| Time                   | Cidade                | UF                        | Part. |
| ---------------------- | --------------------- | ------------------------- | ----- |
| América-RN             | Natal                 | Rio Grande do Norte       | 03    |
| América-MG             | Belo Horizonte        | Minas Gerais              | 05    |
| ASA                    | Arapiraca             | Alagoas                   | 03    |
| Atlético de Alagoinhas | Alagoinhas            | Bahia                     | 02    |
| Avaí                   | Florianópolis         | Santa Catarina            | 02    |
| Botafogo-PB            | João Pessoa           | Paraíba                   | 03    |
| Campo Grande           | Rio de Janeiro        | Rio de Janeiro            | 04    |
| Ceará                  | Fortaleza             | Ceará                     | 03    |
| Central                | Caruaru               | Pernambuco                | 06    |
| Comercial-MS           | Campo Grande          | Mato Grosso do Sul        | 04    |
| Desportiva Ferroviária | Cariacica             | Espírito Santo (estado)   | 02    |
| Goytacaz               | Campos dos Goytacazes | Rio de Janeiro            | 02    |
| Guarani                | Campinas              | São Paulo                 | 03    |
| Icasa                  | Juazeiro do Norte     | Ceará                     | 01    |
| Internacional-SM       | Santa Maria           | Rio Grande do Sul         | 02    |
| Itabuna                | Itabuna               | Bahia                     | 03    |
| Itumbiara              | Itumbiara             | Goiás                     | 03    |
| Maranhão               | São Luís              | Maranhão                  | 04    |
| Nacional-GO            | Itumbiara             | Goiás                     | 01    |
| Novo Hamburgo          | Novo Hamburgo         | Rio Grande do Sul         | 05    |
| Pinheiros              | Curitiba              | Paraná                    | 01    |
| Remo                   | Belém                 | Pará                      | 05    |
| Rio Negro              | Manaus                | Amazonas                  | 03    |
| Sergipe                | Aracaju               | Sergipe                   | 03    |
| Sport Recife           | Recife                | Pernambuco                | 02    |
| Tiradentes-DF          | Ceilândia             | Distrito Federal (Brasil) | 01    |
| Tiradentes-PI          | Teresina              | Piauí                     | 04    |
| União Rondonópolis     | Rondonópolis          | Mato Grosso               | 03    |
| União Bandeirante      | Bandeirantes          | Paraná                    | 01    |
| Volta Redonda          | Volta Redonda         | Rio de Janeiro            | 04    |
| XV de Piracicaba       | Piracicaba            | São Paulo                 | 02    |

- Part. - Participações

### Por Federação
| Clubes | Federação                                            |
| ------ | ---------------------------------------------------- |
| 3      | Rio de Janeiro                                       |
| 2      | BA, CE, GO, MG, PE, PR, RS e SP                      |
| 1      | AL, AM, DF, ES, MA, MT, MS, PA, PB e PI, RN, SC e SE |

## Regulamento
Pela primeira vez a Segunda Divisão do Campeonato Brasileiro de Futebol foi disputada totalmente em modo eliminatório, sem sua já tradicional fase de grupos. 
Primeira fase
A primeira fase da segunda divisão de 1984 foi disputada por 32 clubes que foram agrupados em 16 chaves de dois clubes cada, que jogavam dentro dos grupos em ida e volta, no sistema de eliminatórias simples. Com os vencedores passando para a segunda fase.
Segunda fase
A segunda fase foi disputada por 16 equipes agrupadas em oito chaves de duas equipes cada.
Jogam dentro dos grupos em ida e volta, no sistema de eliminatórias simples. Com os vencedores passando para a terceira fase.
Terceira fase
A terceira fase foi disputada por oito equipes agrupadas em quatro chaves de duas equipes cada, que jogavam dentro dos grupos em ida e volta, no sistema de eliminatórias simples. Com os vencedores passando para a semifinal.
Semifinal
A semifinal foi disputada em partidas de ida e volta com os vencedores se classificando para disputar a final do campeonato.
Final
A Segunda Divisão de 1984 foi decidida em jogos de ida e volta. O campeão se qualificou à Terceira Fase da Série A do 1984. Campeão e vice-campeão ganharam vaga para disputar integralmente a Série A de 1985.

### Critérios de desempate
a) Maior saldo de gols após os dois jogos;
b) Disputa em penalidades máximas (pênaltis).

## Primeira fase
| Datas           | Datas           | Time 1                 | Placar | Placar    | Time 2            | Total |
| --------------- | --------------- | ---------------------- | ------ | --------- | ----------------- | ----- |
| 25 de Fevereiro | 29 de Fevereiro | Sergipe                | 0x0    | 1x2       | Sport Recife      | 1x2   |
| 25 de Fevereiro | 28 de Fevereiro | Remo                   | 2x0    | 1x2       | Rio Negro         | 3x2   |
| 26 de Fevereiro | 28 de Fevereiro | Guarani                | 3x2    | 5x2       | Avaí              | 8x4   |
| 26 de Fevereiro | 28 de Fevereiro | XV de Piracicaba       | 1x0    | 3x2       | Novo Hamburgo     | 4x2   |
| 26 de Fevereiro | 28 de Fevereiro | Uberlândia             | 3x0    | 1x2       | Nacional-GO       | 4x2   |
| 26 de Fevereiro | 28 de Fevereiro | Internacional-SM       | 1x1    | 0x0(4x2p) | União Bandeirante | 1x1   |
| 26 de Fevereiro | 28 de Fevereiro | Atlético de Alagoinhas | 2x2    | 0x2       | Central           | 2x4   |
| 26 de Fevereiro | 28 de Fevereiro | Desportiva Ferroviária | 1x1    | 2x0       | Goytacaz          | 3x1   |
| 26 de Fevereiro | 28 de Fevereiro | Tiradentes-PI          | 1x2    | 0x0       | Maranhão          | 1x2   |
| 26 de Fevereiro | 28 de Fevereiro | Ceará                  | 3x1    | 0x1       | América de Natal  | 3x2   |
| 26 de Fevereiro | 28 de Fevereiro | Icasa                  | 1x2    | 1x1       | Botafogo-PB       | 2x3   |
| 26 de Fevereiro | 28 de Fevereiro | ASA                    | 2x0    | 2x4(2x3p) | Itabuna           | 4x4   |
| 26 de Fevereiro | 28 de Fevereiro | Campo Grande-RJ        | 0x1    | 1x2       | Pinheiros-PR      | 1x3   |
| 26 de Fevereiro | 28 de Fevereiro | União Rondonópolis     | 0x1    | 0x1       | Comercial-MS      | 0x2   |
| 26 de Fevereiro | 29 de Fevereiro | Tiradentes-DF          | 1x1    | 0x2       | Itumbiara         | 1x3   |
| 27 de Fevereiro | 29 de Fevereiro | América-MG             | 2x1    | 0x3       | Volta Redonda     | 2x4   |

## Segunda fase
| Datas      | Datas       | Time 1                 | Placar | Placar    | Time 2           | Total |
| ---------- | ----------- | ---------------------- | ------ | --------- | ---------------- | ----- |
| 2 de Março | 10 de Março | Itabuna                | 0x0    | 1x1(4x1p) | Pinheiros-PR     | 1x1   |
| 2 de Março | 10 de Março | Internacional-SM       | 1x0    | 2x0       | Volta Redonda    | 3x0   |
| 2 de Março | 10 de Março | Botafogo-PB            | 2x2    | 2x0       | Sport Recife     | 4x2   |
| 2 de Março | 10 de Março | Desportiva Ferroviária | 2x1    | 1x2(4x5p) | Comercial-MS     | 3x3   |
| 2 de Março | 11 de Março | Remo                   | 1x0    | 2x1       | Maranhão         | 3x1   |
| 2 de Março | 11 de Março | Itumbiara              | 2x1    | 1x1       | XV de Piracicaba | 3x2   |
| 2 de Março | 11 de Março | Uberlândia             | 0x0    | 1x0       | Guarani          | 1x0   |
| 2 de Março | 11 de Março | Ceará                  | 0x0    | 1x1(1x3p) | Central          | 1x1   |

## Fase final
|  | Quartas-de-final | Quartas-de-final | Quartas-de-final | Quartas-de-final |   |                  | Semifinais                | Semifinais                | Semifinais                | Semifinais                |  |            | Final                   | Final                   | Final                   | Final                   |  |  |
|  |                  |                  |                  |                  |   |                  | 11 de abril a 19 de abril | 11 de abril a 19 de abril | 11 de abril a 19 de abril | 11 de abril a 19 de abril |  |            | 26 de abril a 3 de maio | 26 de abril a 3 de maio | 26 de abril a 3 de maio | 26 de abril a 3 de maio |  |  |
|  |                  |                  |                  |                  |   |                  |                           |                           |                           |                           |  |            |                         |                         |                         |                         |  |  |
|  | Itabuna          | 2                | 0                | 2                |   |                  |                           |                           |                           |                           |  |            |                         |                         |                         |                         |  |  |
|  | Botafogo-PB      | 2                | 2                | 4                |   |                  |                           |                           |                           |                           |  |            |                         |                         |                         |                         |  |  |
|  | Botafogo-PB      | 2                | 2                | 4                |   | Botafogo-PB      | 0                         | 0                         | 0                         |                           |  |            |                         |                         |                         |                         |  |  |
|  |                  |                  |                  |                  |   | Botafogo-PB      | 0                         | 0                         | 0                         |                           |  |            |                         |                         |                         |                         |  |  |
|  |                  | Uberlândia       | 4                | 2                | 6 |                  |                           |                           |                           |                           |  |            |                         |                         |                         |                         |  |  |
|  | Itumbiara        | Uberlândia       | 4                | 2                | 6 | 1                | 1                         | 2                         |                           |                           |  |            |                         |                         |                         |                         |  |  |
|  | Itumbiara        |                  |                  |                  |   | 1                | 1                         | 2                         |                           |                           |  |            |                         |                         |                         |                         |  |  |
|  | Uberlândia       | 2                | 1                | 3                |   |                  |                           |                           |                           |                           |  |            |                         |                         |                         |                         |  |  |
|  | Uberlândia       | 2                | 1                | 3                |   |                  |                           |                           |                           |                           |  | Uberlândia | 1                       | 0                       | 1                       |                         |  |  |
|  |                  |                  |                  |                  |   |                  |                           |                           |                           |                           |  | Uberlândia | 1                       | 0                       | 1                       |                         |  |  |
|  |                  | Remo             | 0                | 0                | 0 |                  |                           |                           |                           |                           |  |            |                         |                         |                         |                         |  |  |
|  | Internacional-SM | Remo             | 0                | 0                | 0 | 2                | 1                         | 3                         |                           |                           |  |            |                         |                         |                         |                         |  |  |
|  | Internacional-SM |                  |                  |                  |   | 2                | 1                         | 3                         |                           |                           |  |            |                         |                         |                         |                         |  |  |
|  | Central          | 0                | 1                | 1                |   |                  |                           |                           |                           |                           |  |            |                         |                         |                         |                         |  |  |
|  | Central          | 0                | 1                | 1                |   | Internacional-SM | 0                         | 0                         | 0                         |                           |  |            |                         |                         |                         |                         |  |  |
|  |                  |                  |                  |                  |   | Internacional-SM | 0                         | 0                         | 0                         |                           |  |            |                         |                         |                         |                         |  |  |
|  |                  | Remo             | 0                | 3                | 3 |                  |                           |                           |                           |                           |  |            |                         |                         |                         |                         |  |  |
|  | Comercial-MS     | Remo             | 0                | 3                | 3 | 1                | 2                         | 3                         |                           |                           |  |            |                         |                         |                         |                         |  |  |
|  | Comercial-MS     |                  |                  |                  |   | 1                | 2                         | 3                         |                           |                           |  |            |                         |                         |                         |                         |  |  |
|  | Remo             | 1                | 3                | 4                |   |                  |                           |                           |                           |                           |  |            |                         |                         |                         |                         |  |  |

Em itálico, os times que possuem o mando de campo no primeiro jogo do confronto e em negrito os times classificados.

## Finais
| 28 de março de 1984 | Uberlândia  | 1 – 0 | Remo | Estádio Parque do Sabiá, Uberlândia (MG)              |
|                     | Vivinho 91' |       |      | Público: 16,829 Árbitro: Dulcídio Vanderlei Boschilia |

- Uberlândia: Moacir, Luisinho, Batistão, Zecão e Carlos Alberto Batata; Chiquinho, Carlos Roberto e Eduardo (Cristiano); Geraldo Touro, Vivinho e Zé Carlos. Técnico: Cento e Nove.
- Remo: Bracali, Rui Curuçá, Nazareno, Darinta e Pedrinho; Chicão, Raulino e Roque; Paulinho, Dadinho e Amauri (Léo). Técnico: José Dutra.

| 1º de abril de 1984 | Remo | 0 – 0 | Uberlândia | Estádio Mangueirão, Belém (PA)                    |
|                     |      |       |            | Público: 24,278 Árbitro: Wilson Carlos dos Santos |

|  | Remo | Uberlândia |

| REMO:         |  |            |  |    |
|               |  |            |  |    |
| G             |  | Bracali    |  |    |
| LD            |  | Rui Curuçá |  |    |
| Z             |  | Nazareno   |  |    |
| Z             |  | Darinta    |  |    |
| LE            |  | Pedrinho   |  |    |
| M             |  | Chicão     |  |    |
| M             |  | Raulino    |  | a' |
| M             |  | Roque      |  |    |
| A             |  | Paulinho   |  | b' |
| A             |  | Dadinho    |  |    |
| A             |  | Amauri     |  |    |
| Substituição: |  |            |  |    |
|               |  | Ivo        |  | a' |
|               |  | Nildo      |  | b' |
| Treinador:    |  |            |  |    |
| José Dutra    |  |            |  |    |

| UBERLÂNDIA:   |  |                       |  |    |
|               |  |                       |  |    |
| G             |  | Moacir                |  |    |
| LD            |  | Luisinho              |  |    |
| Z             |  | Batistão              |  |    |
| Z             |  | Zecão                 |  |    |
| LE            |  | Carlos Alberto Batata |  |    |
| M             |  | Chiquinho             |  |    |
| M             |  | Carlos Roberto        |  | a' |
| M             |  | Eduardo               |  |    |
| A             |  | Geraldo Touro         |  |    |
| A             |  | Vivinho               |  |    |
| A             |  | Zé Carlos             |  |    |
| Substituição: |  |                       |  |    |
|               |  | Edu                   |  | a' |
| Treinador:    |  |                       |  |    |
| Vicente Lage  |  |                       |  |    |

## Classificação
| Tabela de classificação | Tabela de classificação | Tabela de classificação | Tabela de classificação | Tabela de classificação | Tabela de classificação | Tabela de classificação | Tabela de classificação | Tabela de classificação | Tabela de classificação |
| Time | Time                    | PG                      | J                       | V                       | E                       | D                       | GP                      | GC                      | SG                      |
| --- | ----------------------- | ----------------------- | ----------------------- | ----------------------- | ----------------------- | ----------------------- | ----------------------- | ----------------------- | ----------------------- |
| 1 | Uberlândia              | 15                      | 10                      | 6                       | 3                       | 1                       | 15                      | 4                       | +11                     |
| 2 | Clube do Remo           | 13                      | 10                      | 5                       | 3                       | 2                       | 13                      | 7                       | +6                      |
| 3 | Internacional-SM        | 10                      | 8                       | 3                       | 4                       | 1                       | 7                       | 5                       | +2                      |
| 4 | Botafogo-PB             | 9                       | 8                       | 3                       | 3                       | 2                       | 11                      | 12                      | -1                      |
| 5 | Itumbiara               | 7                       | 6                       | 2                       | 3                       | 1                       | 8                       | 6                       | +2                      |
| 6 | Comercial-MS            | 7                       | 6                       | 3                       | 1                       | 2                       | 8                       | 7                       | +1                      |
| 7 | Central                 | 6                       | 6                       | 1                       | 4                       | 1                       | 6                       | 6                       | 0                       |
| 8 | Itabuna                 | 5                       | 6                       | 1                       | 3                       | 2                       | 7                       | 9                       | -2                      |
| 9 | Pinheiros               | 6                       | 4                       | 2                       | 2                       | 0                       | 4                       | 2                       | +2                      |
| 10 | Guarani                 | 5                       | 4                       | 2                       | 1                       | 1                       | 8                       | 5                       | +3                      |
| 11 | Desportiva Ferroviária  | 5                       | 4                       | 2                       | 1                       | 1                       | 6                       | 4                       | +2                      |
| 12 | XV de Piracicaba        | 5                       | 4                       | 2                       | 1                       | 1                       | 6                       | 5                       | +1                      |
| 13 | Ceará                   | 4                       | 4                       | 1                       | 2                       | 1                       | 4                       | 3                       | +1                      |
| 14 | Sport Recife            | 4                       | 4                       | 1                       | 2                       | 1                       | 4                       | 5                       | -1                      |
| 15 | Maranhão                | 3                       | 4                       | 1                       | 1                       | 2                       | 3                       | 4                       | -1                      |
| 16 | Volta Redonda           | 2                       | 4                       | 1                       | 0                       | 3                       | 4                       | 5                       | -1                      |
| 17 | ASA                     | 2                       | 2                       | 1                       | 0                       | 1                       | 4                       | 4                       | 0                       |
| 18 | União Bandeirante       | 2                       | 2                       | 0                       | 2                       | 0                       | 1                       | 1                       | 0                       |
| 19 | América-RN              | 2                       | 2                       | 1                       | 0                       | 1                       | 2                       | 3                       | -1                      |
| 20 | Rio Negro-AM            | 2                       | 2                       | 1                       | 0                       | 1                       | 2                       | 3                       | -1                      |
| 21 | América-MG              | 2                       | 2                       | 1                       | 0                       | 1                       | 2                       | 4                       | -2                      |
| 22 | Nacional-GO             | 2                       | 2                       | 1                       | 0                       | 1                       | 2                       | 4                       | -2                      |
| 23 | Icasa                   | 1                       | 2                       | 0                       | 1                       | 1                       | 2                       | 3                       | -1                      |
| 24 | Sergipe                 | 1                       | 2                       | 0                       | 1                       | 1                       | 1                       | 2                       | -1                      |
| 25 | Tiradentes-PI           | 1                       | 2                       | 0                       | 1                       | 1                       | 1                       | 2                       | -1                      |
| 26 | Atlético de Alagoinhas  | 1                       | 2                       | 0                       | 1                       | 1                       | 2                       | 4                       | -2                      |
| 27 | Goytacaz                | 1                       | 2                       | 0                       | 1                       | 1                       | 1                       | 3                       | -2                      |
| 28 | Tiradentes-DF           | 1                       | 2                       | 0                       | 1                       | 1                       | 1                       | 3                       | -2                      |
| 29 | Novo Hamburgo           | 0                       | 2                       | 0                       | 0                       | 2                       | 2                       | 4                       | -2                      |
| 30 | Campo Grande            | 0                       | 2                       | 0                       | 0                       | 2                       | 1                       | 3                       | -2                      |
| 31 | União Rondonópolis      | 0                       | 2                       | 0                       | 0                       | 2                       | 0                       | 2                       | -2                      |
| 32 | Avaí                    | 0                       | 2                       | 0                       | 0                       | 2                       | 4                       | 8                       | -4                      |
| PG – Pontos ganhos; J – Jogos disputados; V - Vitórias; E - Empates; D - Derrotas; GP – Gols pró; GC – Gols contra; SG – Saldo de gols |                         |                         |                         |                         |                         |                         |                         |                         |                         |

Classificação
|  |                                            |
|  | Campeão e promovido a Série A de 1985      |
|  | Vice-campeão e promovido a Série A de 1985 |

## Premiação
| Campeonato Brasileiro 1984 Série B           |
| Minas Gerais                                 |
| -------------------------------------------- |
| Uberlândia Esporte Clube Campeão (1º título) |

## Artilharia
- 6 gols - Dadinho (Remo)[2]